# 北卡罗来纳级战列舰
北卡罗萊纳级战舰是美国海军根据第二次伦敦海军条约于1937年開工建造的一种新型战舰，用於取代先前建造的舊式戰艦。

## 设计建造

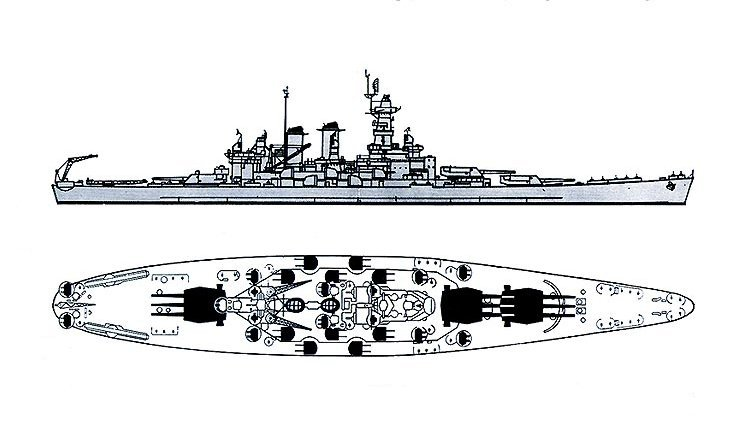
北卡羅來納級識別圖

北卡罗来纳级是美国海军建造的第一种快速战列舰，标准排水量35000吨，满载排水量44800吨，符合伦敦条约对战列舰的规定。最初的主炮设计方案是安装3座4联装50倍口径14英寸（356公厘）主炮，但考虑到由于日本退出第二次伦敦海军条约，主炮口径和数量在开工建造后作了变更，修改为3座三联装45倍口径16英寸（406公厘）主炮，舰桥前部2座，后部1座。
主炮是在科罗拉多级战列舰的主炮基础上的轻量化改进型，能发射重型穿甲弹。副炮为10座双联装5英寸（127公厘）38倍口径高平兩用砲（左右各5座），其中6座配置在主甲板上，剩餘4座則是配置在上层甲板上。高射炮最初采用28公厘和12.7公厘机枪，但在建成后随即换成盟军制式的20公厘及40公厘机炮。
北卡罗来纳级的动力装置为8座重油锅炉，4台蒸汽轮机，功率121,000马力，蒸汽压力40.8千克/平方厘米，蒸汽温度450摄氏度，最高航速27节，达到当时战列舰的较高水平。续航力较强，15节航速时为16,320海里。舰艉装水上飞机弹射器2台，搭载OS2U水上飞机 3架。防御装甲按照防御14英寸口径炮弹的标准设计，舷侧装甲采用倾斜布置，舷侧主装甲带，舰体舷侧水下防护包括五层隔舱，采用三层舰底结构。考虑到空中威胁日益增强以及远距离炮战呈大落角炮弹，特别加强了水平防御装甲。装甲总重14,350吨。
此外，北卡罗来纳级还安装有当时比较先进的射控雷达，使得远距离主炮命中率显著提高。北卡罗来纳级同级舰两艘：北卡罗来纳号（BB-55）、华盛顿号（BB-56）。1937年10月27日北卡罗来纳号开工，1941年4月9日服役。华盛顿号于1938年6月14日开工，1941年5月15日服役。

## 服役历史
太平洋战争爆发后，1942年北卡罗来纳级两舰相继加入美国海军太平洋舰队。1942年8月美军在瓜达尔卡纳尔岛登陆，北卡罗来纳号成为当时为美国快速航空母舰舰队护航的唯一一艘战列舰。1942年11月14日，华盛顿号在第二次瓜达尔卡纳尔海战中，利用雷达的引导攻击日本海军雾岛号战列舰，命中其9枚16英寸炮弹，迫使其自沉于瓜岛水域（也有记录称雾岛号是因为无法控制进水而被击沉）。1944年华盛顿号在一次碰撞事故中舰艏撞毁并更换了新舰艏。在太平洋战争期间北卡罗来纳级两舰参加了大部分重大战斗，主要为航空母舰舰队提供防空火力保护，以及沿岸炮击行动。
北卡罗来纳号于1947年退役，並在1960年除籍。在民間組織籌募足夠經費後，海軍在1961年將北卡羅萊納號捐贈到北卡羅來納州威爾明頓，作博物館艦。華盛頓號也於1947年退役，並在1960年除籍，最後於1961年出售拆解。

## 同級艦
| 舰名         | 舷号  | 開工日         | 建造商         | 下水日        | 服役日        | 退役日        | 結局                                             |
| ------------ | ----- | -------------- | -------------- | ------------- | ------------- | ------------- | ------------------------------------------------ |
| 北卡羅萊納號 | BB-55 | 布魯克林造船廠 | 1937年10月27日 | 1940年6月13日 | 1941年4月9日  | 1947年6月27日 | 196年6月1日除籍， 1962年4月29日起 做為博物館艦。 |
| 華盛頓號     | BB-56 | 費城海軍船塢   | 1938年6月14日  | 1940年6月1日  | 1941年5月15日 | 1947年6月27日 | 1960年6月1日除籍， 1961年5月24日拆解。           |